# Centromyrmex brachycola
Centromyrmex brachycola är en myrart som först beskrevs av Julius Roger 1861.  Centromyrmex brachycola ingår i släktet Centromyrmex och familjen myror. Inga underarter finns listade.

## Bildgalleri

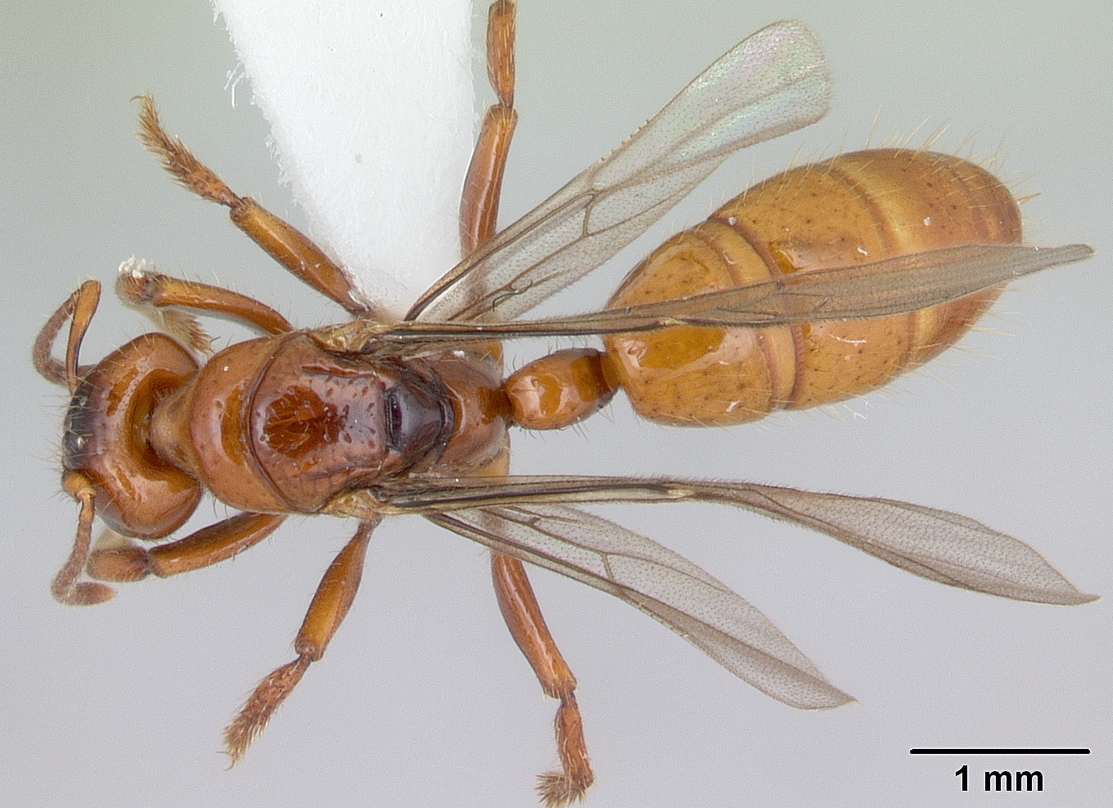
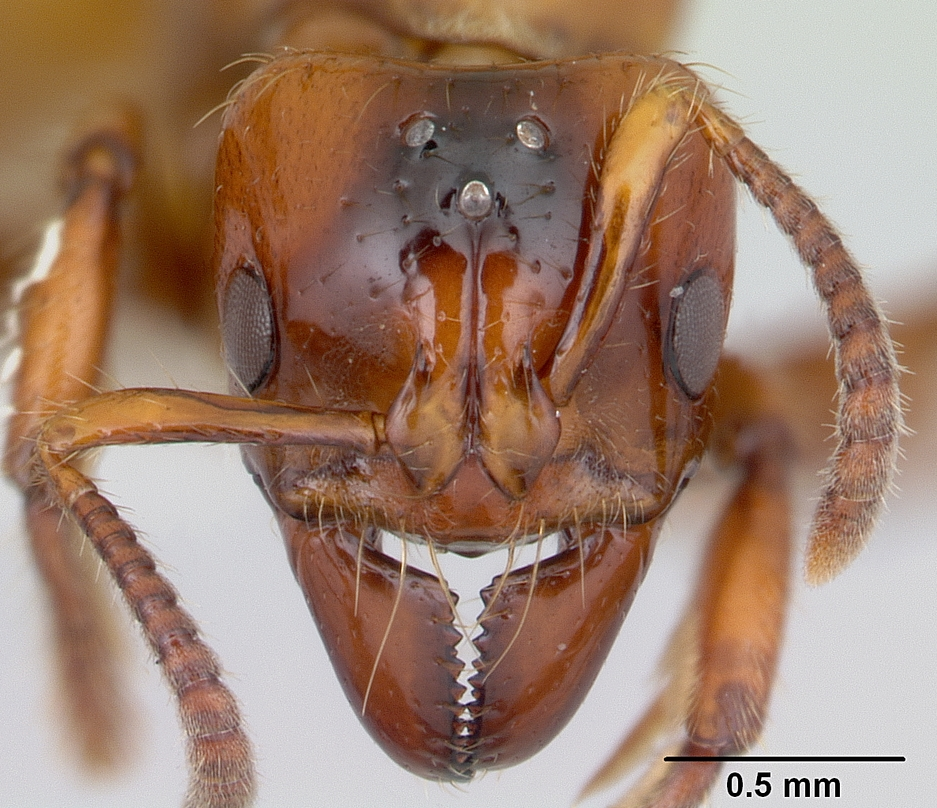
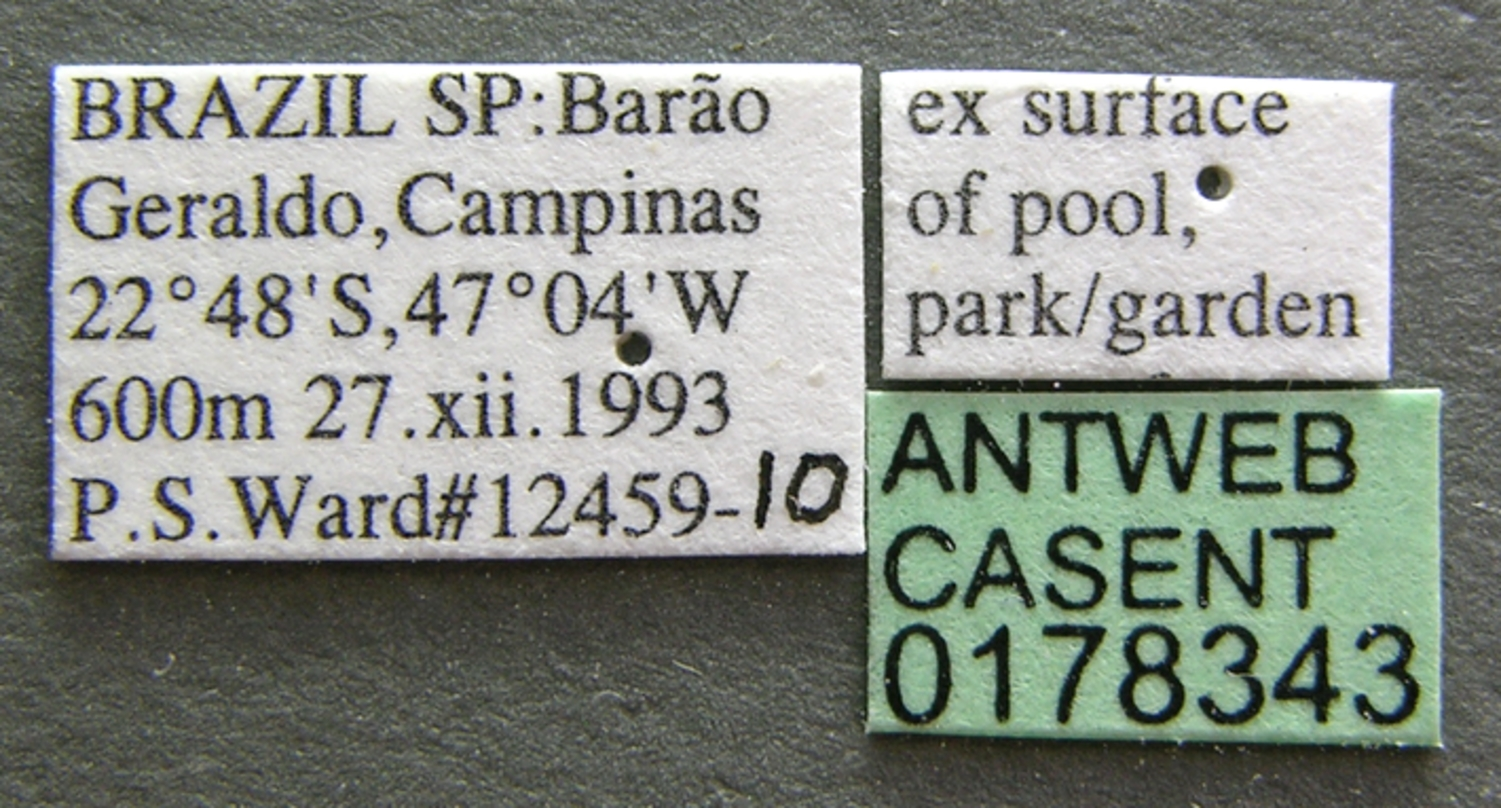
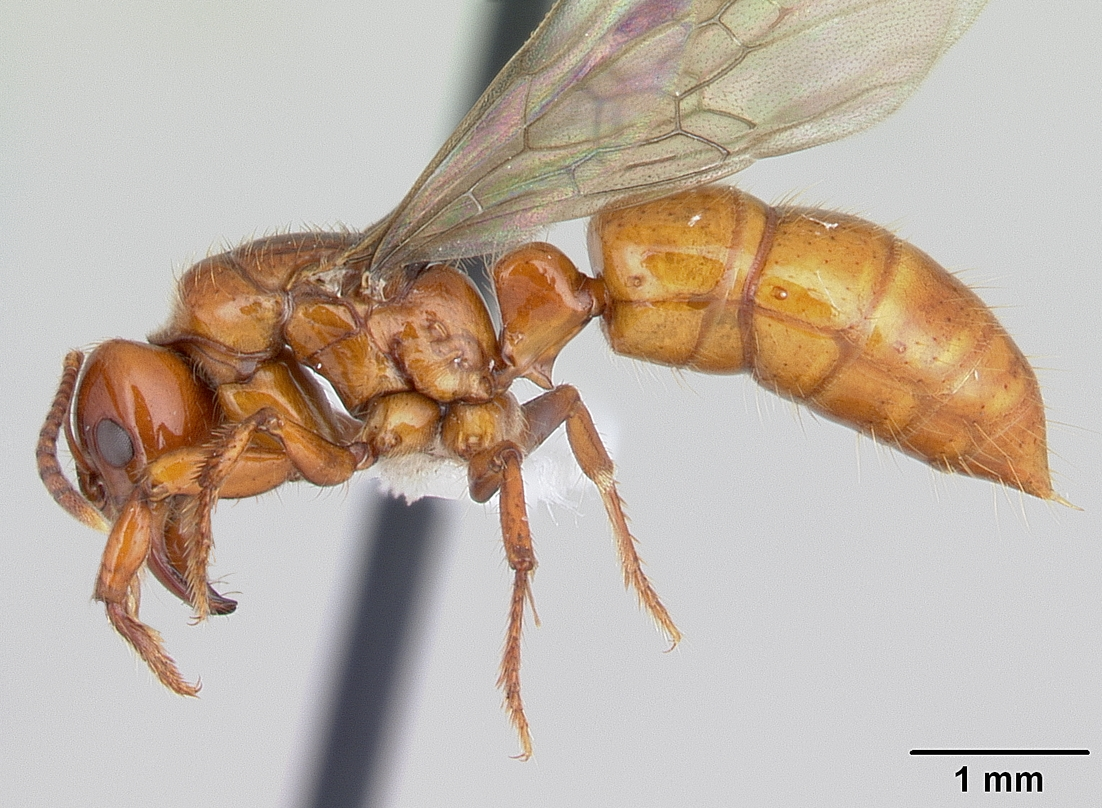
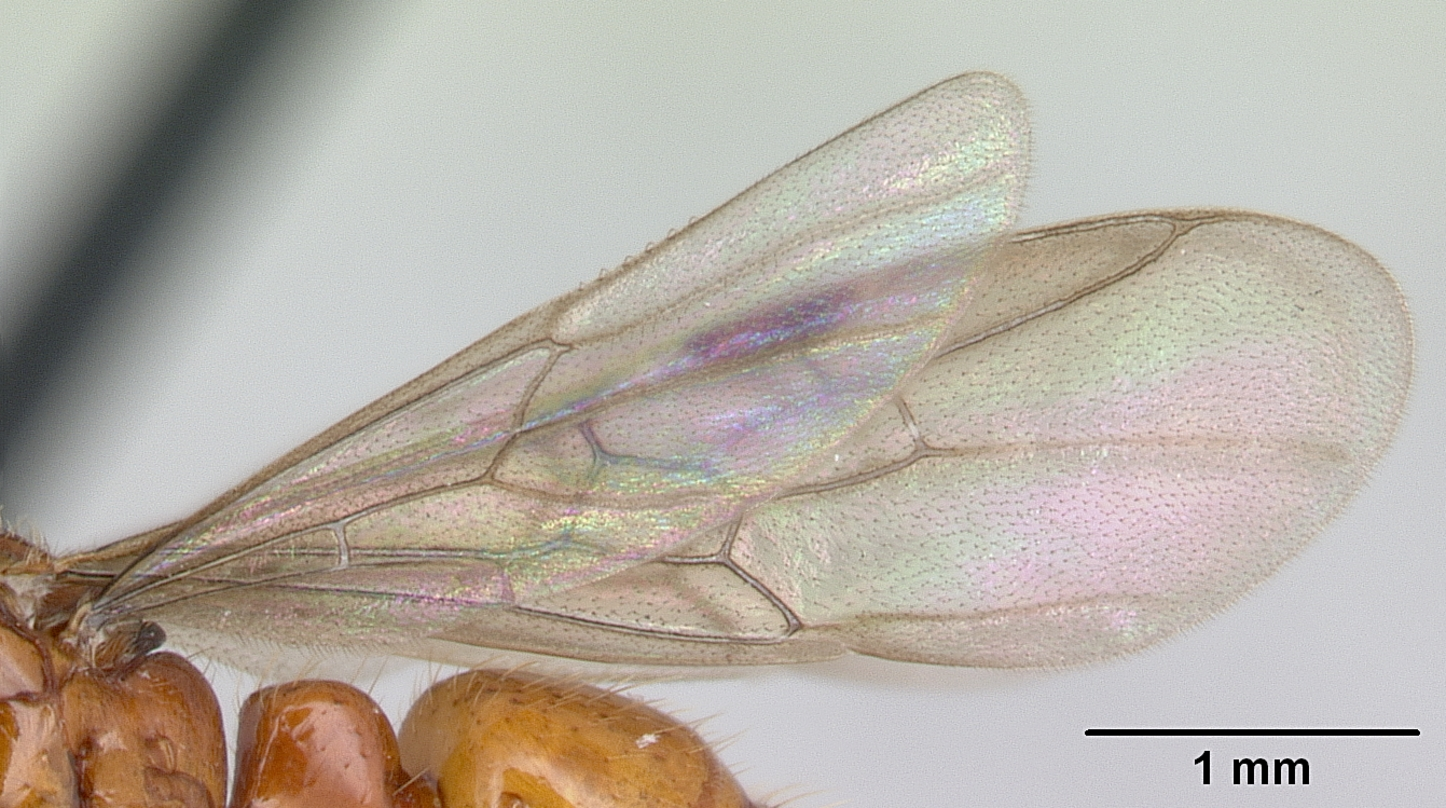
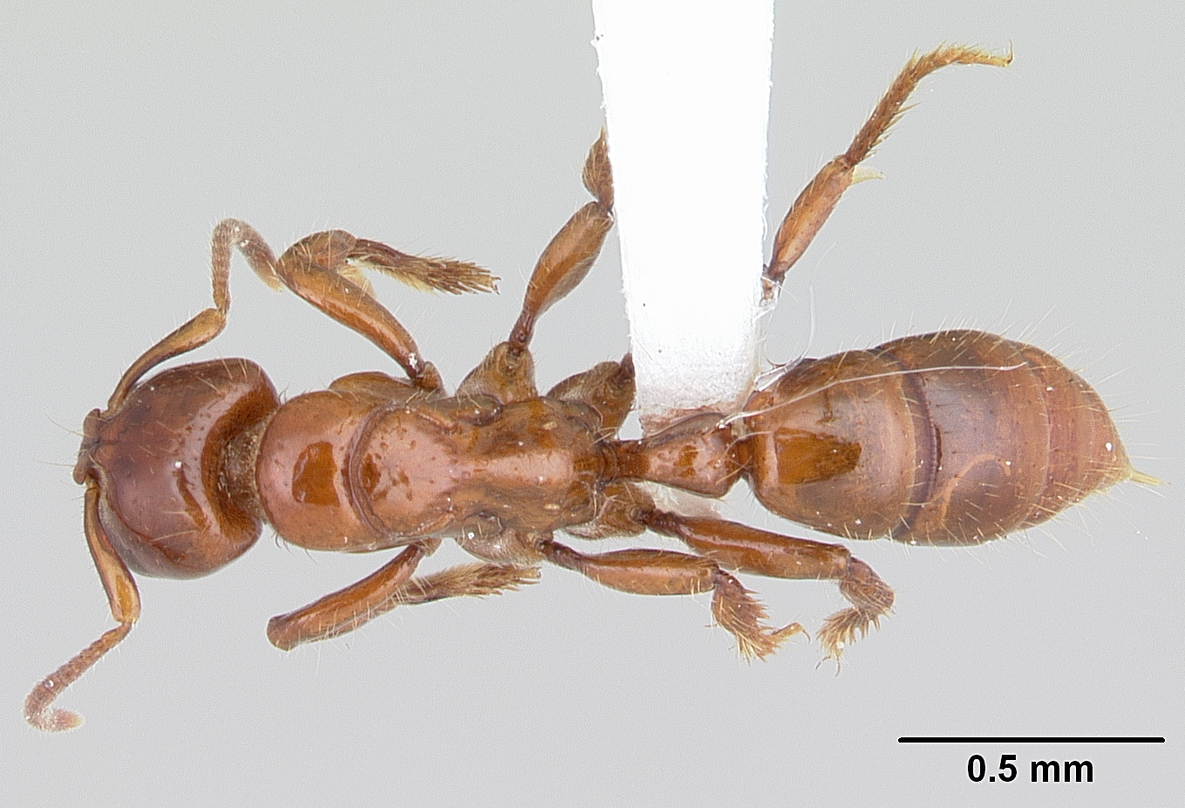